# Cynortellina
Cynortellina is een geslacht van hooiwagens uit de familie Cosmetidae.
De wetenschappelijke naam Cynortellina is voor het eerst geldig gepubliceerd door Roewer in 1915. 

## Soorten
Cynortellina omvat de volgende 2 soorten:
- Cynortellina lineata
- Cynortellina ornata